# フォルカー・シュトラウス
フォルカー・シュトラウス（Volker Straus, 1936年7月5日 - 2002年4月21日）はドイツの音楽プロデューサー、レコーディング・エンジニア。彼はクラシック音楽の録音プロデューサーとして著名であり、多くのアーティストのために約590枚のアルバムのサウンド・エンジニアリングを行った。教育者としてもデトモルト音楽大学で録音技術を教えた。

## 経歴
彼は11歳のときに訪れたラジオ局で、技術者による録音テープの操作を見てプロデューサーになることを決意した。のちに彼は「その時、テープで遊びたいと思いました。」と語っている。その頃から彼にはピアニストとしての才能があり、理工学的な知識も持っていた。やがて、彼はインスブルックやトリノなどで歌手やオーケストラとともにオペラの録音を制作し始めた。「1フロアですべての問題を学びました。そして一度、たった8本のマイクで『アイーダ』を録音したこともありました」と語っている。
シュトラウスのキャリアの大部分は、オランダのフィリップス・レコードで形成された。ここで彼はコリン・デイヴィス、クラウディオ・アラウ、ヘンリク・シェリング、ハンス・クナッパーツブッシュ、ヨーゼフ・クリップス、アルフレート・ブレンデル、ディートリヒ・フィッシャー＝ディースカウ、ボザール・トリオ、イングリット・ヘブラー、ネヴィル・マリナー、小澤征爾、ベルナルト・ハイティンクなどのアーティストの録音を手がけた。彼の最後の録音は、1996年アトランタオリンピックの開会式でソプラノ歌手のジェシー・ノーマンが歌った『アメイジング・グレイス』である。
シュトラウスのレコーディング技術の特長のひとつに、2本のノイマン・マイク（全指向性オムニマイクと単一指向性カーディオイドマイク）を組み合わせた電気直列接続による広角のカーディオイド指向特性を作り出すスポットマイクである、通称「シュトラウス・パケット」と呼ばれるマイク・セッティングがある。
優れたレコーディング会場を見極めるシュトラウスの能力を世に伝える逸話が残っている。あるとき、録音会場としてとあるスイスの教会を提案されたシュトラウスは足早に堂内に入ってすみやかに中央へと向かった。彼はそこで一回だけ足を踏み鳴らし、床の残響音を聞くと、すぐに建物から出て行き「これはとてもうまくいくでしょう」と語った。関係者によると、そのプロジェクトは成功したという。

## 発言
- 良い録音を制作することは、単なる努力の問題です。マーラーの交響曲の準備には約50時間かかります[1]。
- 必ずどこかに鋭すぎる、平坦すぎる、騒々しい、柔らかい、速い、遅い、または物足りない何かがあるものです。これらの小さな瑕疵が導体と折り合いを付けられる範囲内にあるときは、いつでも決定を下さなければなりません[1]。
- レコード会社にはよりカリスマ性のある指揮者を求める傾向がありました。これは、ハイティンクのような指揮者がメチエを独自にコントロールしているため、カリスマ性があると見なされる必要がないのとは対照的です。マーケティング担当者にとって、ヴィジュアル・イメージははるかに重要になっています。彼らは28か国語を話し、自分の才能に対して神に感謝するすべを心得ている若くてハンサムな指揮者を求めています[1]。